# Carsten Otterbach
Carsten Otterbach (ur. 1970, zm. 3 grudnia 2018) – niemiecki gitarzysta, członek zespołu deathmetalowego Morgoth.

## Życiorys
Był współzałożycielem i gitarzystą deathmetalowego zespołu Morgoth z którym związany był w latach 1985–1998. Wraz z grupą zarejestrował wszystkie nagrania fonograficzne do rozpadu grupy w 1998 w tym debiutancki album Cursed, który przyniósł grupie popularność. Carsten nie brał udziału w późniejszej reaktywacji zespołu i nagraniu ostatniego jej albumu. Otterbach zajmował się także prowadzeniem własnej firmy managementowej. W ostatni okresie życia zmagał się ze stwardnieniem rozsianym.  